# Marcus Rapilius Serapio
Marcus Rapilius Serapio war ein römischer Kunsthandwerker des 1./2. Jahrhunderts.
Ob Werke Rapilius Serapios überliefert sind, ist unklar. Bekannt ist er einzig von einer Grabinschrift, die in Rom gefunden wurde. Nach dieser Inschrift war Rapilius ein oculariarius. Er fertigte also wohl Augen für Statuen an, setzte diese den Statuen zumindest ein. Er war in der Gegend des sogenannten Marmoraltars tätig, dessen Lokalisierung unsicher ist. Heute befindet sich der Grabstein mit der Inschrift in Florenz. Ein weiterer bekannter oculariarius ist Lucius Licinius Patroclus.

## Belege
1. ↑  CIL VI, 9403

| Personendaten    | Personendaten             |
| ---------------- | ------------------------- |
| NAME             | Serapio, Marcus Rapilius  |
| KURZBESCHREIBUNG | römischer Kunsthandwerker |
| GEBURTSDATUM     | 1. Jahrhundert            |
| STERBEDATUM      | 2. Jahrhundert            |
| STERBEORT        | Rom                       |